# Greenaway (inslagkrater)
Greenaway is een inslagkrater op Venus. Greenaway werd in 1991 genoemd naar de Engelse schrijfster en illustrator Kate Greenaway (1846-1901).
De krater heeft een diameter van 93 kilometer en bevindt zich rond het laagland Llorona Planitia in het gelijknamig quadrangle Greenaway (V-24). De krater ligt ten oosten van Maria Celeste.